# Seymour Simons
Pour les articles homonymes, voir Simons.
Seymour Simons (14 janvier 1896-12 février 1949) est un pianiste, compositeur, chef d'orchestre et producteur de radio américain.
Il est surtout connu pour la chanson All of Me qu'il a co-écrite avec Gerald Marks et qui a été enregistrée environ 2 000 fois.